# Knaanski jezik
Knaanski jezik (ISO 639-3: czk), izumrli zapadnoslavenski jezik kojeg su do kasnog Europskog Srednjeg vijeka govorili Židovi na području Češke. Nazivan je i imenima kanaanski i leshon knaan, prema drevnom Kanaanu, knaanština od Čeha i judeoslavenski. Naziv knaanski osobito se odnosi na judeočeški dijalekt.

## Vanjske poveznice
- Ethnologue (14th)
- Ethnologue (16th)
- The Knaanic Language  Arhivirana inačica izvorne stranice od 25. prosinca 2009. (Wayback Machine)